# Westendorf (Hemer)
Westendorf ist als ein Teil der ehemals selbstständigen Gemeinde Ihmert seit dem 1. Januar 1975 ein Ortsteil der Stadt Hemer in Nordrhein-Westfalen. Die Siedlung liegt westlich von Ihmert an der L 888, die Kesbern mit Ihmert verbindet.
Die erste Besiedlung Westendorfs ist für die Zeit um 1500 nachgewiesen, womit die Siedlung zu den ältesten Ortsteilen Ihmerts gehört. Damals wurde ein Bauernhof in Westendorf errichtet. Die erste urkundliche Erwähnung Westendorfs geht auf das Jahr 1563 als Freigut zurück. Die Siedlung verzeichnete 1730 insgesamt 25 Einwohner, 1885 waren es 41 Bewohner.
Im 18. und 19. Jahrhundert war Westendorf wie das gesamte Ihmerter Tal von der Drahtindustrie geprägt. Zwar gab es innerhalb der Ortschaft keine Drahtziehereien, jedoch lebten einige Drahtzieher dort.